# Premiul Satellite pentru cea mai bună actriță
Satellite Award for Best Actress – Motion Picture este un premiu cinematografic cu care este distins o actriță, pentru cel mai bun rol jucat într-un film dramatic. Premiile Satellite sunt premii acordate anual de către Academia Internațională de Presă producțiilor cinematografice și de televiziune.
Actorii care au fost cel mai des distinși cu acest premiu au fost:
| Statistică                                      | |
| Actrițele care au fost cel mai des distinse     | Hilary Swank (2 ori)                                                                                  |
| Actrițele care au fost cel mai des nominalizate | Nicole Kidman (4 ori); Meryl Streep, Kate Winslet, Sigourney Weaver și Tilda Swinton (toate de 3 ori) |